# Fissidens bistratosus
Fissidens bistratosus är en bladmossart som beskrevs av Bruggeman-nannenga 1999. Fissidens bistratosus ingår i släktet fickmossor, och familjen Fissidentaceae. Inga underarter finns listade i Catalogue of Life.